# Dubai Tennis Championships 2017 - Qualificazioni singolare maschile
Le qualificazioni del singolare maschile del Dubai Tennis Championships 2017 sono state un torneo di tennis preliminare per accedere alla fase finale della manifestazione. I vincitori dell'ultimo turno sono entrati di diritto nel tabellone principale. In caso di ritiro di uno o più giocatori aventi diritto a questi sono subentrati i lucky loser, ossia i giocatori che hanno perso nell'ultimo turno ma che avevano una classifica più alta rispetto agli altri partecipanti che avevano comunque perso nel turno finale.

## Teste di serie
1. Denis Istomin (qualificato)
2. Andreas Seppi (ultimo turno, Lucky loser)
3. Sergiy Stakhovsky (primo turno)
4. Andrej Rublëv (primo turno)

1. Evgenij Donskoj (qualificato)
2. Marius Copil (qualificato)
3. Thomas Fabbiano (primo turno)
4. Lukáš Rosol (qualificato)

## Qualificati
1. Denis Istomin
2. Marius Copil

1. Evgenij Donskoj
2. Lukáš Rosol

### Lucky loser
1. Andreas Seppi

## Tabellone

### Legenda
| - Q = Qualificato - WC = Wild card - LL = Lucky loser | - ALT = Alternate - SE = Special Exempt - PR = Protected Ranking | - w/o = Walkover - r = Ritirato - d = Squalificato |

### Sezione 1
|  | Primo turno | Primo turno      | Primo turno      | Primo turno | Primo turno |  |  | Ultimo turno | Ultimo turno     | Ultimo turno     | Ultimo turno | Ultimo turno |  |
|  |             |                  |                  |             |             |  |  |              |                  |                  |              |              |  |
|  | 1           | Denis Istomin    | Denis Istomin    | 6           | 6           |  |  |              |                  |                  |              |              |  |
|  | WC          | Alexei Popyrin   | Alexei Popyrin   | 4           | 0           |  |  | 1            | Denis Istomin    | Denis Istomin    | 6            | 7            |  |
|  |             | Márton Fucsovics | Márton Fucsovics | 7           | 6           |  |  |              | Márton Fucsovics | Márton Fucsovics | 1            | 65           |  |
|  | 7           | Thomas Fabbiano  | Thomas Fabbiano  | 65          | 4           |  |  |              |                  |                  |              |              |  |

### Sezione 2
|  | Primo turno | Primo turno          | Primo turno          | Primo turno | Primo turno |  |  | Ultimo turno | Ultimo turno  | Ultimo turno  | Ultimo turno | Ultimo turno |  |
|  |             |                      |                      |             |             |  |  |              |               |               |              |              |  |
|  | 2           | Andreas Seppi        | Andreas Seppi        | 7           | 7           |  |  |              |               |               |              |              |  |
|  |             | Jan Šátral           | Jan Šátral           | 5           | 5           |  |  | 2            | Andreas Seppi | Andreas Seppi | 5            | 62           |  |
|  | WC          | Prajnesh Gunneswaran | Prajnesh Gunneswaran | 2           | 2           |  |  | 6            | Marius Copil  | Marius Copil  | 7            | 7            |  |
|  | 6           | Marius Copil         | Marius Copil         | 6           | 6           |  |  |              |               |               |              |              |  |

### Sezione 3
|  | Primo turno | Primo turno       | Primo turno     | Primo turno | Primo turno |  |  | Ultimo turno | Ultimo turno    | Ultimo turno    | Ultimo turno | Ultimo turno |  |
|  |             |                   |                 |             |             |  |  |              |                 |                 |              |              |  |
|  | 3           | Sergiy Stakhovsky | 4               | 6           | 1           |  |  |              |                 |                 |              |              |  |
|  | WC          | James McGee       | 6               | 1           | 6           |  |  | WC           | James McGee     | James McGee     | 1            | 3            |  |
|  |             | Peter Gojowczyk   | Peter Gojowczyk | 4           | 4           |  |  | 5            | Evgenij Donskoj | Evgenij Donskoj | 6            | 6            |  |
|  | 5           | Evgenij Donskoj   | Evgenij Donskoj | 6           | 6           |  |  |              |                 |                 |              |              |  |

### Sezione 4
|  | Primo turno | Primo turno    | Primo turno | Primo turno | Primo turno |  |  | Ultimo turno | Ultimo turno   | Ultimo turno   | Ultimo turno | Ultimo turno |  |
|  |             |                |             |             |             |  |  |              |                |                |              |              |  |
|  | 4           | Andrej Rublëv  | 2           | 7           | 2           |  |  |              |                |                |              |              |  |
|  |             | Vincent Millot | 6           | 68          | 6           |  |  |              | Vincent Millot | Vincent Millot | 5            | 1            |  |
|  |             | Ivan Dodig     | 7           | 65          | 4           |  |  | 6            | Lukáš Rosol    | Lukáš Rosol    | 7            | 6            |  |
|  | 8           | Lukáš Rosol    | 5           | 7           | 6           |  |  |              |                |                |              |              |  |